# Boca del Río
Boca del Río è una municipalità dello stato di Veracruz, nel Messico centrale, il cui capoluogo è la località omonima.
Conta 138.058 abitanti (2010) e ha una estensione di 37,24 km². 		
Il nome si deve alla localizzazione della cittadina, alla foce del fiume Jamapa.